# 未来国会
未来国会（みらいこっかい）は、NPO法人ドットジェイピーが主催・運営する日本初の大学生による国家政策デザインコンテストである。
2010年より開始し、毎年夏期のインターンシップと合わせて開催されている。

## 概要
全国から約2,200名の学生が参加し、姉妹イベントの「未来自治体全国大会」と並んで規模は日本最大である。
参加者は「もし私が総理大臣だったら、30年後、この国をどうしたいか」というテーマに沿って構想を考え、構想実現のために必要な10年後の政策と予算を立案する。立案されたプランはチーム毎にプレゼンテーションを実施し全国およそ850チームの中より優勝チームと最優秀プランを決めている。

## コンテストの流れ
参加者はドットジェイピーより提供されるプログラムに沿ってひとつのチームを組み、共同で政策と予算案を作成する。
作成されたプラン案は全国31箇所にて開催される「地方決勝大会」にてプレゼンテーションが実施される。その後、地方決勝大会の優勝チームの決定と全国上位4チームは決勝大会へ進出する。
なお決勝大会は毎年9月に開催され、会場の観覧者投票により優勝チームと最優秀プランが決定されている。

## 特徴
国家ビジョンや政策のみならず、予算案も立案する所が特徴のひとつ
また、政策や予算の立案を行ったことのない初心者にも学習とプランニングが出来るようにプログラムが準備されており、
政策と予算案のプランニングの際には必要に応じて、議員や官僚の助言も受けることができる。

## その他
2017年の未来国会では優勝チームと準優勝チームがそれぞれ、総務省と農林水産省の現役官僚のまえでプレゼンテーションを実施した。
毎年、内閣府、総務省、法務省、外務省、財務省、文部科学省、厚生労働省、農林水産省、経済産業省、国土交通省、環境省、防衛省など多くの省庁からの後援のもと運営されている